# Sedanplatz
Der Sedanplatz ist als Teil einer Fußgängerzone ein Platz in Bremen-Vegesack. Er liegt westlich der Gerhard-Rohlfs-Straße, der Haupteinkaufsstraße in Vegesack.
Der Platz wird vom Gustav-Heinemann-Bürgerhaus, dem Sozialverwaltungszentrum Nord und dem Bürger-Service-Center Nord mit dem Ortsamt Vegesack und dem Bauamt Bremen-Nord, Geschäften und Geschäftshäusern und der Vegesacker Markthalle eingerahmt, sowie indirekt vom Polizeirevier Vegesack und dem Finanzamt Bremen-Nord.

## Geschichte

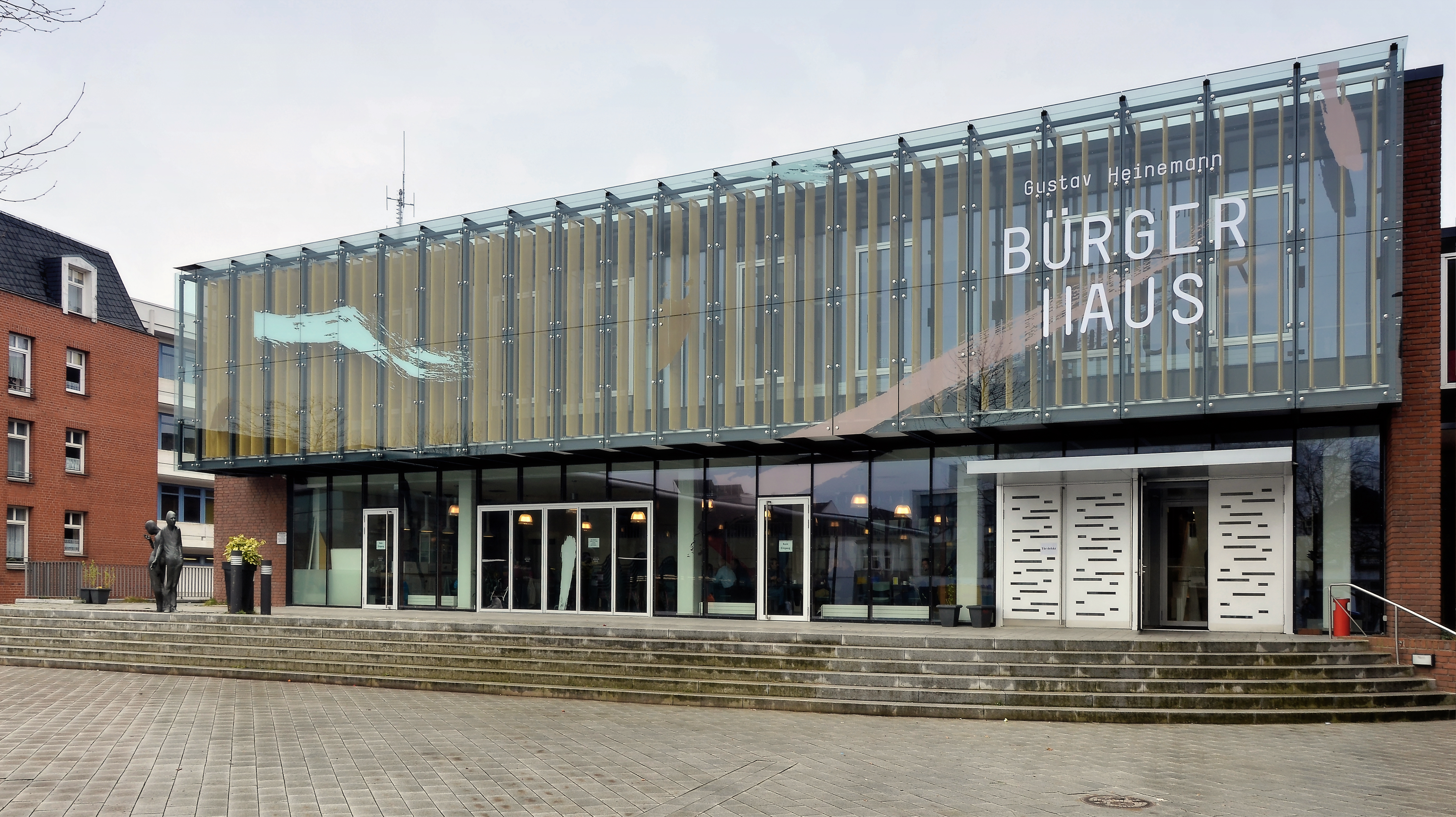
Gustav-Heinemann-Bürgerhaus

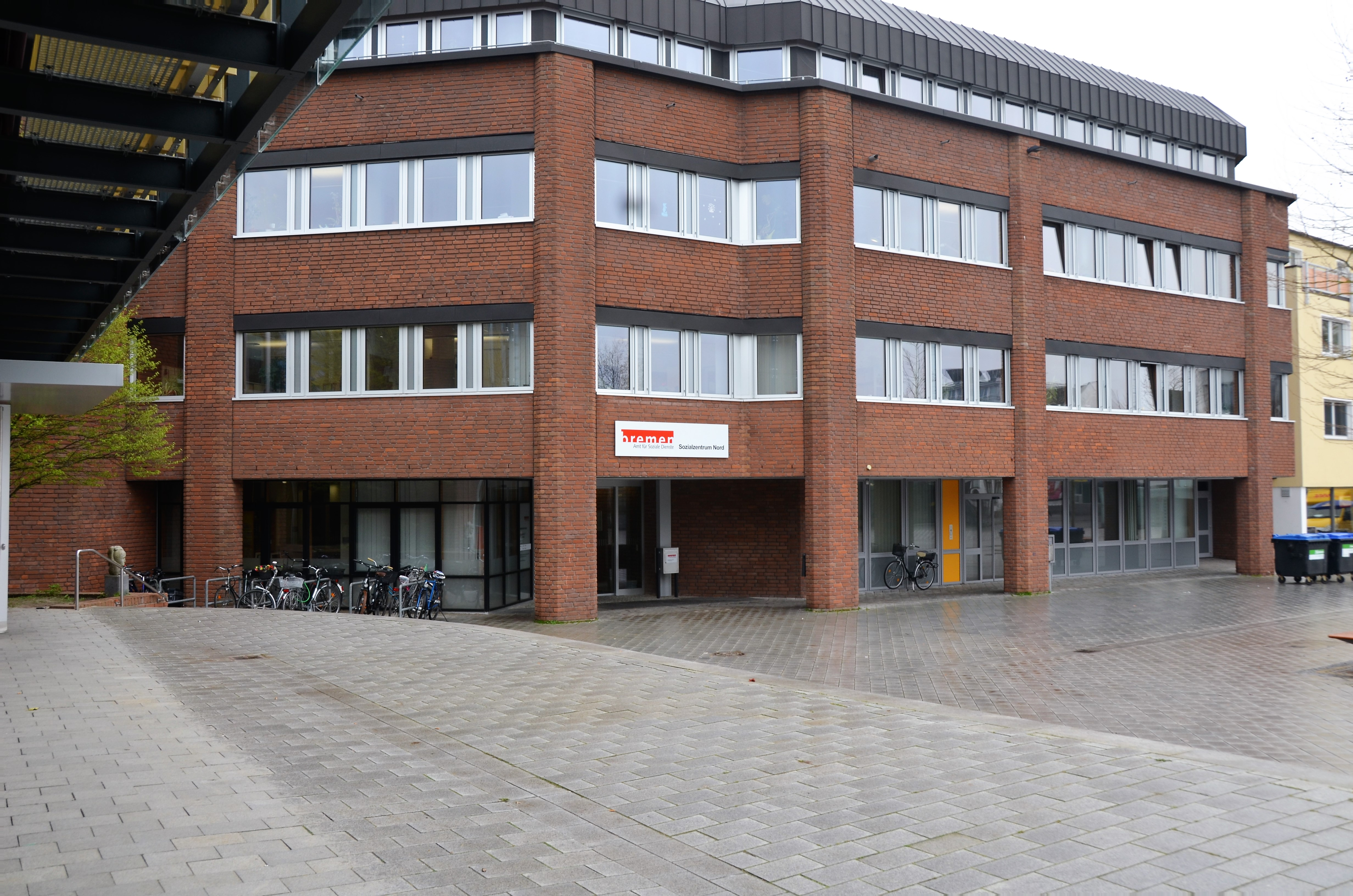
Sozialverwaltungszentrum Nord

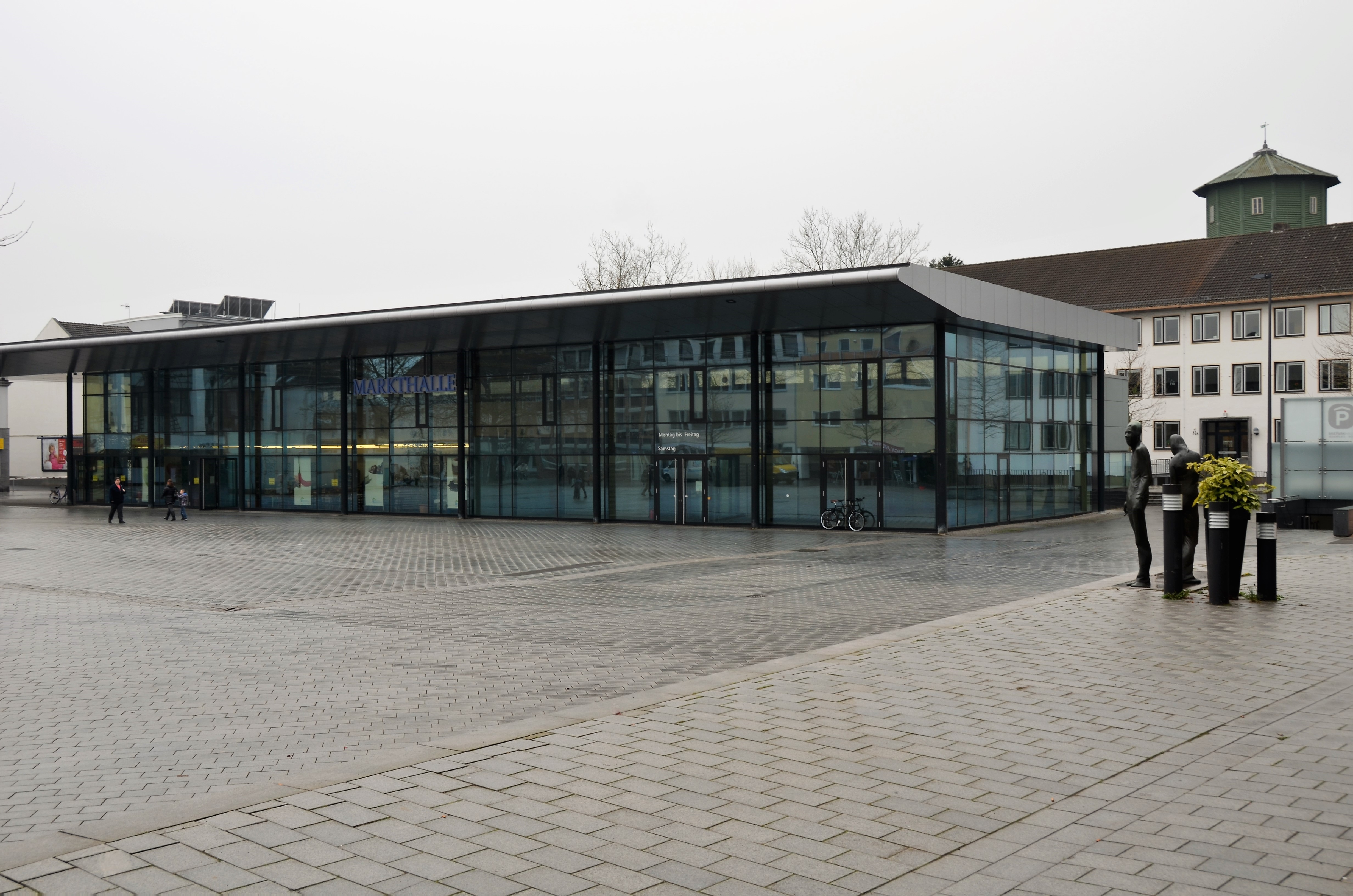
Vegesacker Markthalle

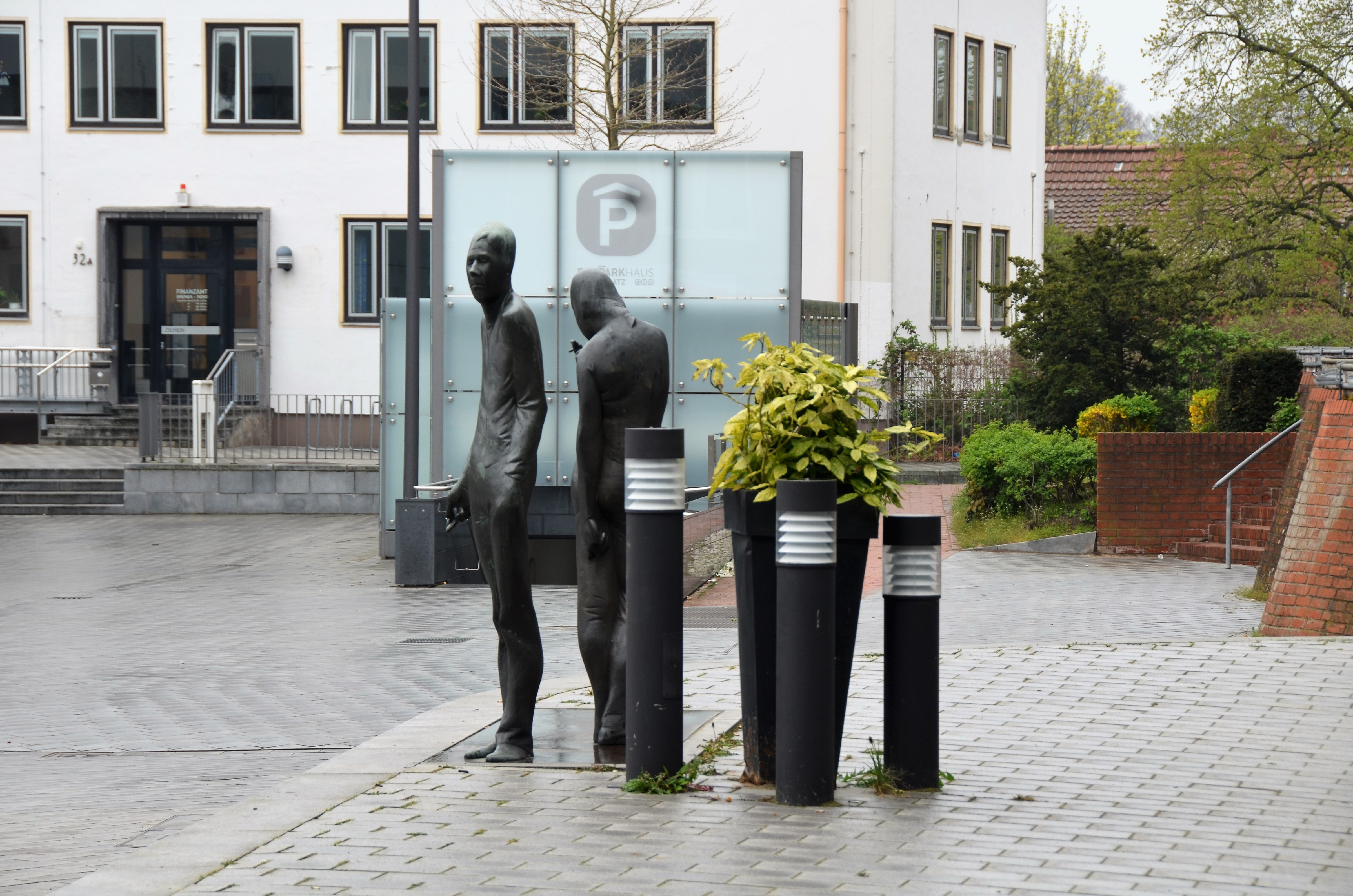
Figurenskulptur Begegnung von Waldemar Otto

1835 standen auf dem Areal des heutigen Sedanplatzes als höchstem Punkt des sich entwickelnden Vegesack noch eine Windmühle, ein Armenhaus und ein weiteres Gebäude, umgeben von Sand und Heide. Auch auf Plänen von 1880 sind diese Häuser enthalten.
Der 1895 angelegte Platz wurde nach dem französischen Ort Sedan benannt, wo im Deutsch-Französischen Krieg 1870 die Schlacht von Sedan für Deutschland siegreich endete. Eine sogenannte Bismarckeiche aus dem Sachsenwald wurde dazu gepflanzt.
In den 1950er Jahren umgaben ein- bis zweigeschossige Häuser den Platz, auf dem außer in den Wochen des Vegesacker Marktes nur Autos parkten. Außerdem existierte hier jahrzehntelang der Schnellimbiss von Scheffel. In einem Plan von 1964 wird die westliche Platzkante von dem Bau des Finanzamtes begrenzt, die östliche Seite von acht Häusern und die südliche von zehn Häusern. Seit Ende der 1960er Jahre erfolgte eine verdichtete und höhere Bebauung um den Platz; bedeutsam ist dabei das Gustav-Heinemann-Bürgerhaus von 1977. 1973 wurde der Kern von Vegesack zum Sanierungsgebiet erklärt. Einen Wettbewerb für ein nicht realisiertes Ortsamtgebäude am Platz gewann 1959 Hermann Brede. Die Vegesacker Markthalle verkleinerte die große Platzfläche.
Der seit 1808 alljährlich Anfang September gefeierte Vegesacker Markt findet seit etwa 1950 auch auf dem Sedanplatz statt; ein Volksfest mit vielen Fahrgeschäften sowie Los- und Schießbuden.

## Gebäude
- Sedanplatz 1/Ecke Gerhard-Rohlfs-Straße 29: Viergeschossige Volksbank Bremen Nord von 1955 nach Plänen von Ernst Becker-Sassenhof
- Gerhard-Rohlfs-Straße Nr. 32: Dreigeschossige Finanzamt Bremen-Nord von um 1960
- Viergeschossiges Einrichtungshaus Koerber von 1961 nach Plänen von Hans Budde; 2003 gab Koerber das Geschäft auf
- Kirchheide 51: Fünfgeschossiges 21. Polizeirevier von 1968 nach Plänen von Hermann Brede
- Gerhard-Rohlfs-Straße Nr. 62: Kaufhaus Hertie von 1969 nach Plänen von Hans Soll (Hamburg); 1986 geschlossen; Nachfolger Kaufhaus Kramer, 2003 geschlossen. Umbau von 2012 für das Ortsamt Vegesack, das Bauamt Bremen-Nord und das Standesamt Bremen-Nord
- Dreigeschossige Tiefgarage von 1973/75 mit 370 Plätzen für die Brepark gebaut mit der Zivilschutz-Mehrzweckanlage Sedanplatz
- Kirchheide 49: Dreigeschossiges Gustav-Heinemann-Bürgerhaus von 1977 nach Plänen von Müller, Welp und Wolff[1] mit der VHS - Regionalstelle Nord der Bremer Volkshochschule und der Internationalen Friedensschule Bremen; Umbau und Sanierung bis 2014 nach Plänen von Bruns und Hayungs[2][3]
  - Ein 1971 hier geplantes 23-geschossiges Hochhaus wurde nicht realisiert.
- Sedanplatz 7: Viergeschossiges Sozialzentrum 1, Bremen-Nord.
- Sedanplatz 9: Dreigeschossiges Altenwohnheim am nördlichen Platzrand von 1985 nach Plänen von Goldapp und Klump für die Bremische Gesellschaft
- Vegesacker Markthalle von 2007 nach Plänen von Hilmes und Lamprecht[4] Auch das dann 2014 eingerichtete Obst- und Gemüsegeschäft musste 2015 schließen. Anfang 2016 wurde die Halle zum Supermarkt umgewandelt.[5] Bereits im Dezember 2016 wurde die Halle wieder geschlossen.[6]
- Sedanplatz 5: Zentrum für Medien Nord, Außenstelle des Landesinstituts für Schule (LIS).

Kunstobjekte
- Wandrelief Frieden von Annegret Ciesinski von 1985 am Gustav-Heinemann-Bürgerhaus.
- Figurenskulptur Begegnung aus Bronze von Waldemar Otto von 1976 auf der Terrasse des Gustav-Heinemann-Bürgerhauses am Sedanplatz.